# French Open 2018 (turniej legend powyżej 45 lat)
French Open 2018 – turniej legend powyżej 45 lat – zawody deblowe legend powyżej 45 lat, rozgrywane w ramach drugiego w sezonie wielkoszlemowego turnieju tenisowego, French Open. Zmagania miały miejsce pomiędzy 6–10 czerwca na ceglanych kortach Stade Roland Garros w 16. dzielnicy francuskiego Paryża.

## Drabinka

#### Klucz
- w/o – walkower
- k – krecz
- d – dyskwalifikacja
- Q – kwalifikant
- WC – dzika karta
- LL – szczęśliwy przegrany
- Alt – zawodnik zastępczy
- PR – ochrona rankingu
- SE – specjalna przepustka
- ITF – ranking ITF
- JE – ranking juniorski

### Faza finałowa
|  |       |                                |   |   |    |
|  | Finał |                                |   |   |    |
|  |       |                                |   |   |    |
|  |       |                                |   |   |    |
|  |       |                                |   |   |    |
|  | C1    | John McEnroe Cédric Pioline    | 1 | 6 | 10 |
|  | C1    | John McEnroe Cédric Pioline    | 1 | 6 | 10 |
|  | D1    | Mansur Bahrami Fabrice Santoro | 6 | 2 | 12 |
|  | D1    | Mansur Bahrami Fabrice Santoro | 6 | 2 | 12 |
|  |       |                                |   |   |    |

### Faza początkowa

#### Grupa C
|    |                                | John McEnroe Cédric Pioline | Michael Chang Henri Leconte | Sergi Bruguera Junus al-Ajnawi | Mecze W–L | Sety W–L | Gemy W–L | Miejsce |
| C1 | John McEnroe Cédric Pioline    |                             | 6:2, 7:6(5) (9 czerwca)     | 6:4, 7:6(4) (6 czerwca)        | 2–0       | 4–0      | 26–18    | 1.      |
| C2 | Michael Chang Henri Leconte    | 2:6, 6:7(5) (9 czerwca)     |                             | 4:6, 3:6 (7 czerwca)           | 0–2       | 0–4      | 15–25    | 3.      |
| C3 | Sergi Bruguera Junus al-Ajnawi | 4:6, 6:7(4) (6 czerwca)     | 6:4, 6:3 (7 czerwca)        |                                | 1–1       | 2–2      | 22–20    | 2.      |

#### Grupa D
|    |                                | Mansur Bahrami Fabrice Santoro | Mikael Pernfors Mats Wilander | Arnaud Boetsch Pat Cash    | Mecze W–L | Sety W–L | Gemy W–L | Miejsce |
| D1 | Mansur Bahrami Fabrice Santoro |                                | 6:2, 6:4 (6 czerwca)          | 6:3, 2:6, 10–7 (8 czerwca) | 2–0       | 4–1      | 21–15    | 1.      |
| D2 | Mikael Pernfors Mats Wilander  | 2:6, 4:6 (6 czerwca)           |                               | 7:5, krecz (7 czerwca)     | 0–2       | 1–2      | 13–17    | 3.      |
| D3 | Arnaud Boetsch Pat Cash        | 3:6, 6:2, 7–10 (8 czerwca)     | 5:7, krecz (7 czerwca)        |                            | 1–1       | 1–3      | 14–16    | 2.      |